# Franz Gottwalt Fischer
Franz Gottwalt Fischer (* 15. November 1902 in Florenz; † 9. Oktober 1960 in Würzburg) war ein deutscher Chemiker.

## Leben und Wirken
Nach seiner Schul- und Studienzeit wurde Gottwalt Fischer 1924 bei Heinrich Wieland in Freiburg mit einer Arbeit Über die Einwirkung von Jod auf die Silbersalze organischer Säuren promoviert. Mit Forschungen auf dem Gebiet des Phytols habilitierte er sich 1929 bei Wieland an der Ludwig-Maximilians-Universität in München.
1930 erhielt Gottwalt Fischer einen Ruf als außerplanmäßiger Professor für organische Chemie in Freiburg. Am 1. November 1938 übernahm er als ordentlicher Professor für Chemie die Nachfolge von Otto Dimroth in Würzburg, wo er als Vorstand des Chemischen Instituts (damals am Röntgenring 11) wirkte.
Zuvor war an der Universität Würzburg der Bereich Chemie 1937 von der philosophischen Fakultät in eine neugeschaffene naturwissenschaftliche Fakultät ausgegliedert worden. Seit 1940 war er ordentliches Mitglied der Bayerischen Akademie der Wissenschaften. Als Dekan der Naturwissenschaftlichen Fakultät gehörte Gottwalt Fischer 1948 dem Akademischen Senat und dem von Waldemar Schleip geleiteten Verwaltungsausschuss der Universität Würzburg an.
Ab 1954 war er der Herausgeber der Heftreihe Theoretische Biochemie-Physikalische Chemie Grundlagen der Lebensvorgänge, zusammen mit Franz Lang gab er Nachkriegsbände der Biochemischen Zeitschrift heraus.
Seine Forschungsgebiete umfassten die Phytol- und Naturstoffchemie, viele Ergebnisse wurden erst nach seiner vorzeitigen Emeritierung 1956 bzw. nach seinem frühen Tod 1960 publiziert.

## Bekannte Schüler
- Alfred Roedig, Lehrstuhl für Organische Chemie, Würzburg.
- Gottfried Märkl, Lehrstuhl für Organische Chemie, Regensburg.

## Vorgänger an den chemischen Instituten in Würzburg

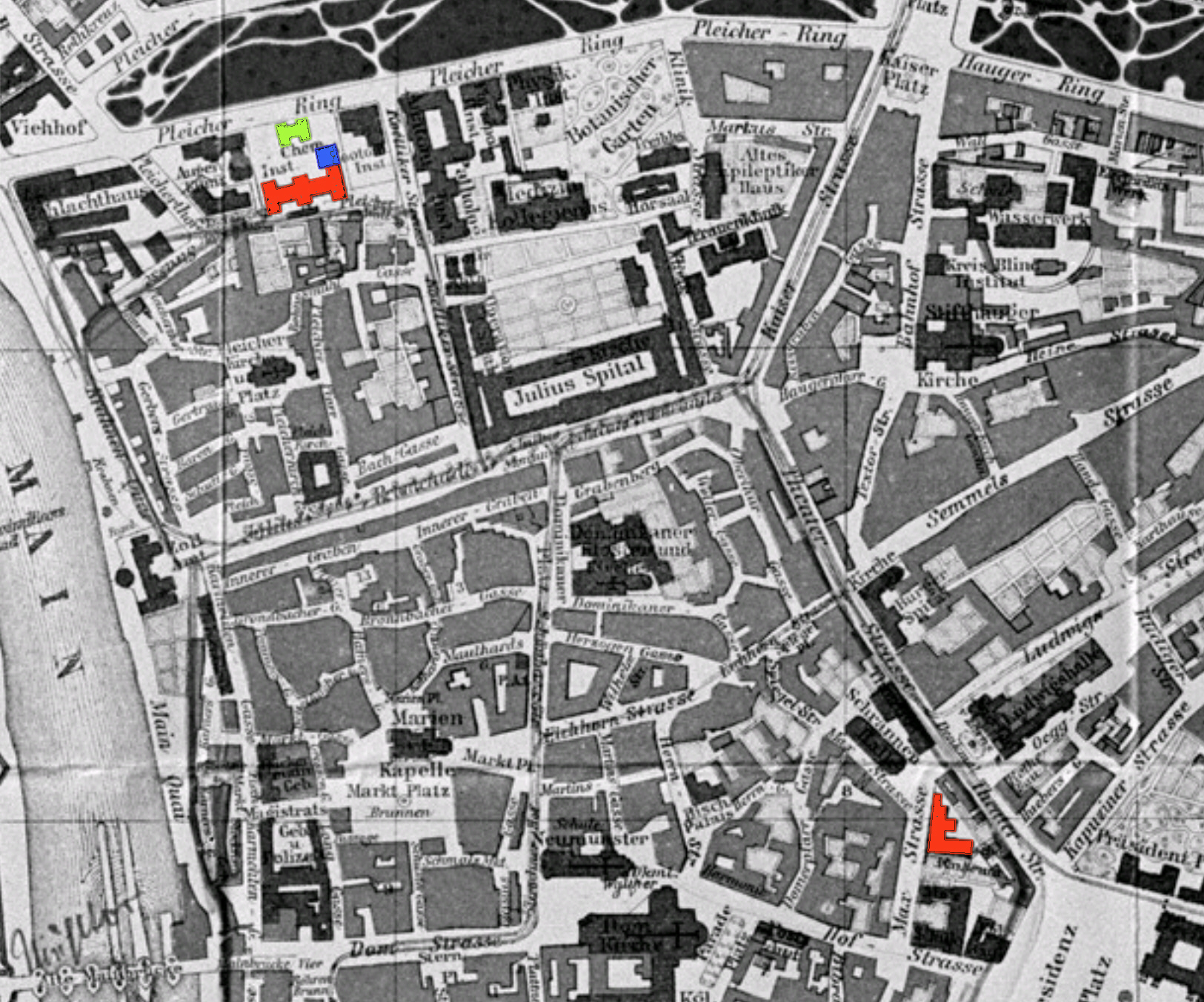

- Johann Joseph von Scherer (1842–1869†; Juliusspital, ab 1867 neues Chemisches Institut in der Maxstr. 4)
- Adolph Strecker (1869-1871†; Chem. Institut in der Maxstr. 4)
- Johannes Wislicenus (1872-1885; Chem. Institut in der Maxstr. 4)
- Emil Fischer (1885-1892; Chem. Institut in der Maxstr. 4)
- Arthur Hantzsch (1893-1903; Chem. Institut in der Maxstr. 4, ab 1896 neues Chem. Inst. am Pleicher Ring 11)
- Julius Tafel (1903-1910; Chem. Institut am Röntgenring 11 (1909 umbenannter Straßenname))
- Eduard Buchner (1911-1917†; Chem. Institut am Röntgenring 11)
- Otto Dimroth (1918-1937; Chem. Institut am Röntgenring 11)